# Santiaguito, Almoloya de Juárez
Santiaguito är en ort i Mexiko, tillhörande kommunen Almoloya de Juárez i den västra delen av delstaten Mexiko, i den centrala delen av landet. Orten hade 989 invånare vid folkräkningen 2010.